# EUROfusion
EUROfusion ist ein Konsortium bestehend aus Fusionsforschungseinrichtungen in Ländern der Europäischen Union und der Schweiz als assoziiertem Mitglied. Der Vertrag des European Consortium for the Development of Fusion Energy (so der vollständige Titel des Konsortiums) löst den bis 2013 geltenden Vertrag, das European Fusion Development Agreement (EFDA) ab.
EUROfusion bildet – wie EFDA – die Dachorganisation für die durch EURATOM geförderte europäische Fusionsforschung im achten Forschungsrahmenprogramm 'Horizont 2020'.

## Organisation
Der Konsortialvertrag wurde von 29 Wissenschaftsorganisationen und Universitäten aus 26 europäischen Mitgliedstaaten unterzeichnet. Die 'Programme Management Unit' setzt das Forschungsprogramm an den Standorten Garching und Culham um, während das Max-Planck-Institut für Plasmaphysik als Koordinator des Konsortiums fungiert.
| Land                   | Wissenschaftsorganisation / Universität                                                                                                   |
| ---------------------- | --- |
| Österreich             | Österreichische Akademie der Wissenschaften, Wien                                                                                         |
| Belgien                | Ecole Royale Militaire-Koninklijke Militaire School, Plasma Physics Laboratory, Brüssel                                                   |
| Bulgarien              | Bulgarian Academy of Sciences, Institute of Nuclear Research and Nuclear Energy, Sofia                                                    |
| Kroatien               | Ruđer Bošković Institute, Zagreb |
| Zypern                 | Universität Zypern, Nicosia |
| Tschechische Republik  | Akademie der Wissenschaften der Tschechischen Republik, Institute of Plasma Physics, Prag                                                 |
| Dänemark               | Danmarks Tekniske Universitet (DTU), Plasma Physics and Fusion Energy, Lyngby                                                             |
| Estland                | Universität Tartu, Institute of Physics                                                                                                   |
| Finnland               | VTT Technical Research Centre of Finland, Espoo                                                                                           |
| Frankreich             | Commissariat à l’énergie atomique et aux énergies alternatives, CEA, Cadarache                                                            |
| Deutschland            | Forschungszentrum Jülich, FZJ; Karlsruhe Institute of Technology, KIT; Max-Planck-Institut für Plasmaphysik, IPP, Garching and Greifswald |
| Griechenland           | National Center For Scientific Research "DEMOKRITOS", Athen                                                                               |
| Ungarn                 | Hungarian Academy of Science, Wigner Research Centre for Physics, Budapest                                                                |
| Irland                 | Dublin City University, Plasma Research Laboratory                                                                                        |
| Italien                | Agenzia Nazionale per le Nuove Tecnologie, l’Energia e lo Sviluppo economico sostenibile                                                  |
| Lettland               | University of Latvia, Institute of Solid State Physics, Riga                                                                              |
| Litauen                | Lithuanian Energy Institute, Kaunas |
| Niederlande            | FOM, Foundation for Fundamental Research on Matter, Utrecht                                                                               |
| Polen                  | Institute of Plasma Physics and Laser Microfusion, Warschau                                                                               |
| Portugal               | Universidade Técnica de Lisboa, Instituto Superior Técnico, IST IPFN. Lissabon                                                            |
| Rumänien               | Institutul de Fizica Atomica (IFA), Illfov                                                                                                |
| Slowakei               | Comenius University, Department of Experimental Physics, Bratislava                                                                       |
| Slowenien              | JSI Jozef Stefan Institute, Ljubljana |
| Spanien                | Centro de Investigataciones Energeticas, Medioambientales y Tecnologicas, (CIEMAT), Madrid                                                |
| Schweden               | Vetenskapsrådet, Stockholm |
| Schweiz                | École Polytechnique Federale de Lausanne (EPFL), Swiss Plasma Center (SPC), Lausanne                                                      |
| Vereinigtes Königreich | Culham Centre for Fusion Energy, (CCFE), Gastgeber des EUROfusion Fusionsexperimentes JET                                                 |

## Aktivitäten
| Anlage                                                   | Anlagentyp        | Institut / Ort                                     |
| -------------------------------------------------------- | ----------------- | -------------------------------------------------- |
| ASDEX Upgrade                                            | Tokamak           | IPP Garching / Deutschland                         |
| TCV Tokamak                                              | Tokamak           | École polytechnique fédérale de Lausanne / Schweiz |
| Tungsten (W) Environment in Steady-state Tokamak or WEST | Tokamak           | CEA / Frankreich                                   |
| Mega Amp Spherical Tokamak or MAST Upgrade               | Spherical tokamak | CCFE / Vereinigtes Königreich                      |
| Wendelstein 7-X stellarator                              | Stellarator       | IPP Greifswald / Deutschland                       |
| TJ-II stellarator                                        | Stellarator       | Laboratorio Nacional de Fusión, CIEMAT, Spanien    |
| Plasma-Wall Interaction in Linear Plasma Devices, PSI-2  | lineare Anlage    | FZJ, Jülich, Deutschland                           |
| PILOT-PSI                                                | lineare Anlage    | FOM, DIFFER / Niederlande                          |
| MAGNUM-PSI                                               | lineare Anlage    | FOM, DIFFER / Niederlande                          |

## Belege
- Europe launches EUROfusion to make fusion energy a reality. Horizon 2020 Projects.
- Contract between EC and EUROfusion is signed. fusenet.eu.